# Л-1 «Ленінець»
| Л-1 «Ленінець»                                                                         | Л-1 «Ленінець»                                                                            | Л-1 «Ленінець»                                                                            |
| -------------------------------------------------------------------------------------- | ----------------------------------------------------------------------------------------- | ----------------------------------------------------------------------------------------- |
| Л-1 «Ленинец»                                                                          |                                                                                           |                                                                                           |
|                                                                                        |                                                                                           |                                                                                           |
| Схематичне зображення підводного човна типу «Ленінець»                                 |                                                                                           |                                                                                           |
| Верф                                                                                   | завод № 189, Ленінград                                                                    | завод № 189, Ленінград                                                                    |
| Під прапором                                                                           | СРСР                                                                                      | СРСР                                                                                      |
| Належність                                                                             | Військово-морський флот СРСР                                                              | Військово-морський флот СРСР                                                              |
| Порт приписки                                                                          | Кронштадт                                                                                 | Кронштадт                                                                                 |
| На службі                                                                              | 1933—1945                                                                                 | 1933—1945                                                                                 |
| Бойовий досвід                                                                         | Друга світова війна Зимова війна Німецько-радянська війна * Кампанія на Балтійському морі | Друга світова війна Зимова війна Німецько-радянська війна * Кампанія на Балтійському морі |
| Проєкт                                                                                 |                                                                                           |                                                                                           |
| Тип ПЧ                                                                                 | підводний мінний загороджувач                                                             | підводний мінний загороджувач                                                             |
| Основні характеристики                                                                 |                                                                                           |                                                                                           |
| Швидкість (надводна)                                                                   | 12,5 вузлів                                                                               | 12,5 вузлів                                                                               |
| Швидкість (підводна)                                                                   | 8,22 вузлів                                                                               | 8,22 вузлів                                                                               |
| Гранична глибина занурення                                                             | 90 м                                                                                      | 90 м                                                                                      |
| Екіпаж                                                                                 | 55 осіб                                                                                   | 55 осіб                                                                                   |
| Розміри                                                                                |                                                                                           |                                                                                           |
| Довжина найбільша (по КВЛ)                                                             | 78,5 м                                                                                    | 78,5 м                                                                                    |
| Ширина корпусу найб.                                                                   | 7,2 м                                                                                     | 7,2 м                                                                                     |
| Середня осадка (по КВЛ)                                                                | 4,2 м                                                                                     | 4,2 м                                                                                     |
| Водотоннажність надводна                                                               | 1038,3 т                                                                                  | 1038,3 т                                                                                  |
| Водотоннажність підводна                                                               | 1330 т                                                                                    | 1330 т                                                                                    |
| Силова установка                                                                       |                                                                                           |                                                                                           |
| Дизель-електрична: 2 × дизельних двигуни 42БМ6 2 × електродвигуни ПГ84/50+84/50 дизелі |                                                                                           |                                                                                           |
| Гвинти                                                                                 | 2                                                                                         | 2                                                                                         |
| Потужність                                                                             | 2 х 1100 к. с. (дизельні двигуни) 2 х 650 к. с. (електродвигун)                           | 2 х 1100 к. с. (дизельні двигуни) 2 х 650 к. с. (електродвигун)                           |
| Озброєння                                                                              |                                                                                           |                                                                                           |
| Артилерія                                                                              | 1 × 102-мм гармата Б-2                                                                    | 1 × 102-мм гармата Б-2                                                                    |
| Торпедно- мінне озброєння                                                              | 6 × 533-мм носових торпедних апарати (10 торпед) та 20 мін типу ПЛТ                       | 6 × 533-мм носових торпедних апарати (10 торпед) та 20 мін типу ПЛТ                       |
| ППО                                                                                    | 1 × 45-мм напівавтоматична універсальна гармата 21-К                                      | 1 × 45-мм напівавтоматична універсальна гармата 21-К                                      |

Л-1 «Ленінець» (рос. Л-1 «Ленинец») — радянський військовий корабель, дизель-електричний підводний мінний загороджувач, головний корабель серії II типу «Ленінець» Військово-морського флоту СРСР за часів Другої світової війни. Закладений 6 вересня 1929 року під заводським номером 202/32 на заводі № 189 у Ленінграді. 28 лютого 1931 року спущений на воду. 22 жовтня 1933 року корабель увійшов до складу ВМФ СРСР.

## Історія служби
Л-1 «Ленінець» входив до складу Балтійського флоту. На початок радянсько-фінської війни «Л-1» був у складі 12-го дивізіону 1-ї бригади ПЧ Балтійського флоту. 1 грудня 1939 року «Л-1» виставив на вихідних фарватерах у шхерах у Нюхамн 2 мінних банки (6 і 14 мін), щоб запобігти відходу фінських броненосців до Швеції.
На початок німецько-радянської війни 22 червня 1941 «Ленінець» входив до складу 14-го навчального дивізіону ПЧ Балтійського флоту, і перебував на капремонті на заводі № 196 в Ленінграді. Технічна готовність корабля на 1 липня 1941 року становила 64 %. У серпні 1941 року ремонт припинили, підводний човен законсервували, його обладнання було частково демонтовано, а особовий склад відправлений на формування підрозділу морської піхоти.
8 листопада 1941 року човен дістав пошкодження міцного корпусу в результаті близьких розривів снарядів німецької артилерії. В результаті отриманих пошкоджень сіл на ґрунт.
У 1944 році підводний човен піднятий аварійно-рятувальною службою флоту, але відновлювати Л-1 не стали, і 7 липня 1945 року човен був виключений зі складу флоту. У 1949 році його здали на брухт.